# Kim Ji-han
Kim Hyun-joong (en hangul, 김현중; hanja: 金鉉中; RR: Kim Hyeon-jung), o más conocido artísticamente como Kim Ji-han (hangul: 김지한), es un actor, cantante y modelo surcoreano.

## Biografía
Estudió en el Instituto de las Artes de Seúl.
El 23 de septiembre del 2016 cambió su nombre artístico de Jin Yi-han (hangul: 진이한) a Kim Ji-han.

## Carrera
Es miembro de la agencia "FN Entertainment" (FN엔터테인먼트). Previamente formó parte de la agencia "Will Entertainment".
El 9 de julio de 2007 se unió al elenco principal de la serie Conspiracy in the Court donde interpretó a Park Sang-kyu, un joven noble y sirviente que ha sufrido dolor y discriminación debido a su condición social ambigua, hasta el final de la serie el 31 de julio del mismo año.
En febrero de 2010 se unió al elenco de la serie Happiness in the Wind donde interpretó a Jang Dae-han, el hijo mayor de la familia Jang, un padre soltero que trabaja como líder de un equipo de diseño, hasta el final de la serie en octubre del mismo año. 
En julio de 2011 se unió al elenco de la serie Bravo, My Love! donde dio vida a Han Jung-Soo, el esposo de Kang Jae-mi (Lee Bo-young).
En mayo de 2012 se unió al elenco de la serie Dr. Jin donde interpretó al idealista Hong Young-hwi, el hermano mayor de Hermano mayor y mejor amigo de Kim Kyung-tak (Kim Jae-joong).
En octubre de 2013 se unió al elenco recurrente de la serie Empress Ki, donde dio vida al ministro Tal Tal (Togon).
En abril de 2014 se unió al elenco de la serie A New Leaf donde interpretó a Jeon Ji-won, un antiguo juez que decide unirse a una firma de abogados.
El 18 de agosto de 2014 se unió al elenco principal de la serie My Secret Hotel, donde dio vida a Gu Hae-young, un arquitecto y el exesposo de Nam Sang-hyo (Yoo In-na).
El 3 de enero de 2015 se unió al elenco principal de la serie The Family Is Coming donde interpretó a Choi Dong-seok, hasta el final de la serie el 15 de marzo del mismo año.
El 14 de noviembre de 2016 se unió al elenco principal de la serie Golden Pouch donde dio vida a Han Seok-hoon, un destacado médico que está en la búsqueda de sus padres biológicos, hasta el final de la serie el 1 de junio de 2017.
El 29 de enero de 2018 se unió al elenco de la serie Cross, donde interpretó a Lee Joo-hyuk, un especialista en trasplante de órganos.

## Filmografía

### Series de televisión
| Año         | Título                                         | Personaje         | Notas         |
| ----------- | ---------------------------------------------- | ----------------- | ------------- |
| 2023        | Oasis                                          | Oh Man-ok         | [ 14 ]        |
| 2018        | Cross                                          | Lee Joo-hyuk      | 16 episodios  |
| 2016 - 2017 | Golden Pouch                                   | Han Seok-hoon     | 122 episodios |
| 2016        | Hey Ghost, Let's Fight                         | Hyun-min          | 2 episodios   |
| 2015        | The Family Is Coming                           | Choi Dong-seok    | 20 episodios  |
| 2014        | My Secret Hotel                                | Gu Hae-young      | 16 episodios  |
| 2014        | You're All Surrounded                          | Oh Hee-min        | 2 episodios   |
| 2014        | A New Leaf                                     | Jeon Ji-won       | 16 episodios  |
| 2013 - 2014 | Empress Ki                                     | Tal Tal (Toqto'a) |               |
| 2013        | Master's Sun                                   | Yoo Hye-sung      | ep. #1        |
| 2012        | Drama Special Season 3 - "The Wedding Planner" | Seo In-jae        | 1 episodio    |
| 2012        | Dr. Jin                                        | Hong Young-hwi    |               |
| 2012        | What's Up?                                     | Kang Min-woo      | ep. #12       |
| 2011 - 2012 | Come, Come, Absolutely Come                    | Ko Chan-young     | 60 episodios  |
| 2011 - 2012 | Bravo, My Love!                                | Han Jung-soo      | 57 episodios  |
| 2011        | What's Up?                                     | Director Kang     |               |
| 2010 - 2011 | All My Love For You                            | Jeon Tae-poong    | (ep. #83-210) |
| 2010        | Happiness in the Wind                          | Jang Dae-han      | 173 episodios |
| 2008 - 2009 | All About My Family                            | Lee Ki            | 56 episodios  |
| 2008        | Who Are You?                                   | Shin Jae-ha       |               |
| 2007        | Evasive Inquiry Agency                         | Kim Jun-soo       | ep. #7        |
| 2007        | Conspiracy in the Court                        | Park Sang-kyu     | 8 episodios   |

### Películas
| Año  | Título                      | Personaje              | Notas                                                                                                  |
| ---- | --------------------------- | ---------------------- | --- |
| 2020 | Faceless Boss (Unalterable) | Goo Chul-hwe           | junto a Chun Jung-myung, Lee Ha-yool, Kwak Hee-sung, Lee Si-a, Kim Do-hoon y Lee Moo-saeng             |
| 2010 | Break Away                  | Park Min-jae           | junto a Lee Yeong-hoon, So Yoo-jin y Park Mi-hyun                                                      |
| 2004 | Love, So Divine             | Estudiante Seminarista | junto a Ha Ji-won, Kwon Sang-woo, Kim In-kwon, Kim In-moon, Kim Seon-hwa, Park Chul-min y Jeon Hye-jin |

### Programas de variedades
| Año  | Título                                                 | Notas                 |
| ---- | ------------------------------------------------------ | --------------------- |
| 2015 | Useful Men (쓸모있는 남자들)                           |                       |
| 2011 | National Heroes: On Your Command, Sir! (명 받았습니다) |                       |
| 2010 | Happy Together Season 3                                | (ep. #162) - invitado |
| 2003 | War of the Roses (산장미팅 장미의 전쟁)                |                       |

### Aparición en videos musicales
| Año  | Intérprete(s)                              | Canción                                 | Notas               |
| ---- | ------------------------------------------ | --------------------------------------- | ------------------- |
| 2011 | 4Men (포맨)                                | "To Live at Least Once" (살다가 한번쯤) | junto a Kim Sung-oh |
| 2011 | 4Men                                       | "It's Not Working" (안되는데)           | junto a Kim Sung-oh |
| 2009 | Jung Tae-chun & Park Eun-ok                | "Again, Waiting for the First Train"    |                     |
| 2009 | T-ara                                      | "Like the First Time"                   |                     |
| 2009 | Untouchable (언터쳐블) feat. Ryu Hwa-young | "Tell Me Why"                           |                     |
| 2004 | Seo Taiji                                  | "Live Wire"                             |                     |

### Revistas / sesiones fotográficas
| Año  | Título            | Notas                 |
| ---- | ----------------- | --------------------- |
| 2014 | bnt International | (publicación de mayo) |

### Eventos
| Año  | Título                        | Lugar        | Notas              |
| ---- | ----------------------------- | ------------ | ------------------ |
| 2015 | Christmas Special Fan Meeting | Tokio, Japón | (reunión con fans) |

### Teatro / Musicales
| Año  | Título                           | Personaje          | Notas     |
| ---- | -------------------------------- | ------------------ | --------- |
| 2007 | 육분의 륙                        | 정시규             | (musical) |
| 2006 | Footloose (풋루스)               | Ren McCormack (렌) |           |
| 2005 | Six Minute Murder                | Jung Si-kyu        |           |
| 2004 | Lunatic (루나틱)                 | 나제비             |           |
| 2004 | Padam Padam Padam (빠담빠담빠담) | -                  |           |
| 2002 | UFO                              | -                  |           |
| -    | Change                           | -                  |           |

## Premios y nominaciones
| Año  | Categoría                                | Premio          | Trabajo                 | Resultado |
| ---- | ---------------------------------------- | --------------- | ----------------------- | --------- |
| 2010 | Excellence Award, Actor in a Daily Drama | KBS Drama Award | Happiness in the Wind   | Nominado  |
| 2007 | Best New Actor                           | KBS Drama Award | Conspiracy in the Court | Nominado  |